# Guadiana Menor
Il Guadiana Menor è un fiume della Spagna meridionale, uno dei principali affluenti del Guadalquivir. Ha una lunghezza totale di 152 km (comprendendo la lunghezza di uno dei rami sorgentiferi, il Barbata), e drena un bacino idrografico di 7.251 km². Amministrativamente, scorre nelle provincie di Granada e Jaén, nella comunità autonoma dell'Andalusia.

## Toponimo
Il nome ha un'origine indipendente dal fiume Guadiana, dato che proviene dal nome originale spagnolo (Anas) con il prefisso Wadi.

## Geografia
Il Guadiana Menor nasce dalla confluenza dei fiumi Fardes e Barbata o Guardal, di cui sono affluenti il Castril, il Cúllar, il Baza e il Guadalentín, che non va confuso con l'affluente del Segura, e su cui si situa il lago del Negratín (Comarca di Baza, provincia di Granada).
In alcuni casi si usa il nome di «Guadiana Menor» anche per il tratto tra il lago e la confluenza con il Fardes anche se, anticamente, questo tratto veniva chiamato «el río Grande», per il grande aumento di portata che si produceva grazie all'apporto dei fiumi Castril e Guadalentín, con maggior portata del fiume principale.
La Confederazione Idrografica del Guadalquivir pubblicò nel 1977 un libro, chiamato Guadalquivires, in cui veniva data per buona la tesi secondo cui la vera sorgente del Guadalquivir è il fiume Guadiana Menor—Barbata.

## Bacino idrografico
Il bacino comprende la hoya de Baza e la hoya de Guadix, un antico mare interno nel pliocene che aprì le proprie acque al Guadalquivir per la Cerrada del Negratín formando l'attuale Guadiana Menor.
In questo antico bacino endoreico, riparato dalle piogge, le precipitazioni sono molto scarse, fatto che, sommato con il carattere del suolo formato soprattutto da gessi fa sì che i fiumi che confluiscono verso il Guadiana Menor abbiano carattere intermittente e irregulare. L'ampio bacino ingloba terreni delle provincie di Granada, Jaén, Albacete, Murcia e Almería. La Cañada del Salar, nella frazione di Topares, Almería, è il punto del bacino del Guadalquivir da cui le acque devono percorrere la massima distanza per arrivare alla foce.
Il bacino del Guadiana Menor è il secondo per superficie tra gli affluenti del Guadalquivir con una superficie di 7.251 km², superato solo da quello del Genil. Oltre a quelli menzionati anteriormente, i principali affluenti sono il Fardes e il Guadahortuna.

## Comuni attraversati
- Dehesas de Guadix (provincia di Granada)
- Pozo Alcón (provincia di Jaén)
- Huesa
- Hinojares
- Quesada
- Peal de Becerro
- Úbeda